# ハビエル・クルソン
ハビエル・クルソン・ペレス（Javier Culson Pérez、1984年7月25日 ‐ ）は、プエルトリコ・ポンセ出身の陸上競技選手。専門は400mハードルで、自己ベストは47秒72のプエルトリコ記録保持者。オリンピックの陸上競技と世界選手権におけるプエルトリコ勢初のメダリストである。
クルソンは2009年ベルリン世界選手権の男子400mハードルで2位に入り、全種目通じてプエルトリコ勢初となる世界選手権のメダルを獲得すると、2011年大邱世界選手権の男子400mハードルでも2位に入って2大会連続のメダルを獲得した。2012年ロンドンオリンピックの男子400mハードルでは3位に入り、プエルトリコ勢初となるオリンピック陸上競技のメダルを獲得した。2012年と2013年にはダイヤモンドリーグのツアーチャンピオンになっている。

## 経歴

### 2009年
8月にベルリン世界選手権の男子400mハードルに出場すると、準決勝を48秒43の組3着（全体5位）で突破し、世界選手権の全種目を通じてプエルトリコ勢初となる決勝に進出した。決勝は9台目のハードルを飛び越えた時は4番手くらいだったが、最後に追い上げ、48秒09のプエルトリコ記録（当時）を樹立してカーロン・クレメント（47秒91）に次ぐ2位に入り、世界選手権の全種目を通じてプエルトリコ勢初のメダルとなる銀メダルを獲得した。

### 2011年
8-9月に大邱世界選手権の男子400mハードルに出場すると、準決勝を全体トップ（48秒52）で突破して2大会連続の決勝に進出した。決勝は10台目のハードルを飛び越えた時は1位だったが、ゴール手前でデイビッド・グリーンに抜かれて48秒44の2位に終わり、0秒18差で惜しくも金メダルを逃した。

### 2012年

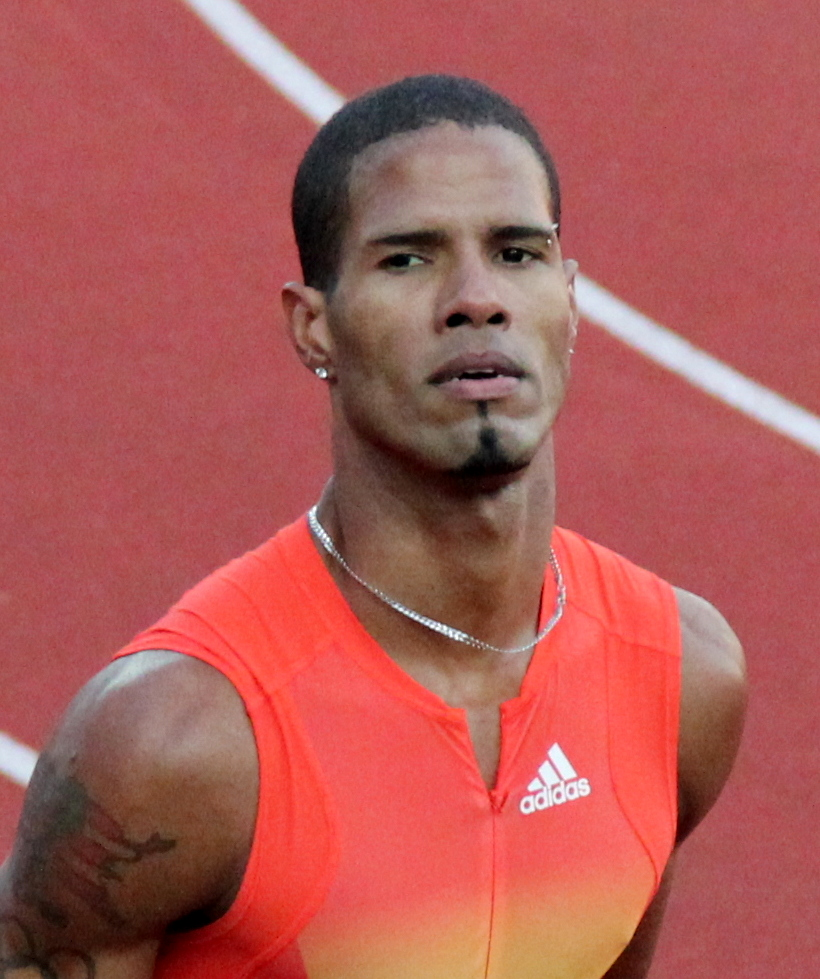
2012年ビスレットゲームズ

プエルトリコ選手団の旗手を務めた7-8月のロンドンオリンピックでは、男子400mハードル予選を48秒33の全体トップで突破すると、準決勝はフェリックス・サンチェス（47秒76）に次ぐ47秒93の全体2位で突破し、自身初となるオリンピックの決勝に進出した。決勝は9台目のハードルをアンジェロ・テイラー、フェリックス・サンチェスと同じくらいに飛び越えて優勝争いをしていたが、最終的にはフェリックス・サンチェス（47秒63）、マイケル・ティンズリー（47秒91）に次ぐ48秒10の3位に入り、オリンピック陸上競技ではプエルトリコ勢初のメダルとなる銅メダルを獲得した。

### 2016年
3度目のオリンピック出場となった8月のリオデジャネイロオリンピックは、男子400mハードルの予選で48秒53、準決勝で48秒46をマークし、ともに組2着に入り着順で決勝進出を決めた。オリンピックでは2大会連続の決勝、世界選手権を含めると2013年モスクワ世界選手権以来となる世界大会の決勝だったが、フライングを侵して失格に終わった。9月1日に今シーズンのダイヤモンドリーグ男子400mハードルのポイント対象最終レースとなったヴェルトクラッセチューリッヒに出場した。レース前のポイント状況は、カーロン・クレメントが31ポイントでトップに立ち、クルソンは25ポイントで2位だったため、このレースで優勝すれば3シーズンぶり3度目のツアーチャンピオンになれたが、結果は48秒79の2位でカーロン・クレメントに0秒07及ばず、ツアーチャンピオンを逃した。

## 人物・エピソード
セガの公式キャラクターであるソニックのファンで、クルソニック（Culsonic）の愛称を持つ。ロンドンオリンピックに出場した時にソニックのタトゥーを入れていたので一部で話題となり、セガの公式Facebookでも取り上げられた。

## 自己ベスト
記録欄の（　）内の数字は風速（m/s）で、+は追い風を意味する。
| 種目         | 記録                       | 年月日                      | 場所              | 備考             |
| ------------ | -------------------------- | --------------------------- | ----------------- | ---------------- |
| 400m         | 45秒99                     | 2012年3月31日               | マヤグエス        |                  |
| 800m         | 1分49秒97                  | 2011年3月19日               | マヤグエス        |                  |
| 110mハードル | 13秒91 (0.0) 13秒91 (+0.2) | 2005年6月12日 2007年3月31日 | ドラド サンフアン |                  |
| 400mハードル | 47秒72                     | 2010年5月8日                | ポンセ            | プエルトリコ記録 |

## 主要大会成績
備考欄の記録は当時のもの
| 年   | 大会                                     | 場所             | 種目    | 結果   | 記録            | 備考                    |
| ---- | ---------------------------------------- | ---------------- | ------- | ------ | --------------- | ----------------------- |
| 2002 | 中央アメリカ・カリブ ジュニア選手権 (en) | ブリッジタウン   | 400mH   | 5位    | 53秒47          |                         |
| 2002 | 中央アメリカ・カリブ ジュニア選手権 (en) | ブリッジタウン   | 4x400mR | 6位    | 3分17秒47 (4走) |                         |
| 2003 | 中央アメリカ・カリブ選手権 (en)          | セントジョージズ | 400mH   | 9位    | 52秒13          |                         |
| 2003 | パンアメリカン ジュニア選手権 (en)       | ブリッジタウン   | 400mH   | 3位    | 51秒10          |                         |
| 2003 | パンアメリカン ジュニア選手権 (en)       | ブリッジタウン   | 4x400mR | 4位    | 3分13秒90 (2走) |                         |
| 2004 | 北中米カリブU23選手権 (en)               | シェルブルック   | 110mH   | 6位    | 14秒54 (-0.8)   |                         |
| 2004 | 北中米カリブU23選手権 (en)               | シェルブルック   | 400mH   | 6位    | 52秒03          |                         |
| 2004 | 北中米カリブU23選手権 (en)               | シェルブルック   | 4x400mR | 4位    | 3分13秒66 (4走) |                         |
| 2004 | イベロアメリカ選手権 (en)                | ウエルバ         | 110mH   | 予選   | 14秒65 (-1.7)   |                         |
| 2004 | イベロアメリカ選手権 (en)                | ウエルバ         | 400mH   | 予選   | 53秒66          |                         |
| 2005 | 中央アメリカ・カリブ選手権 (en)          | ナッソー         | 400mH   | 5位    | 50秒62          |                         |
| 2006 | イベロアメリカ選手権 (en)                | ポンセ           | 400mH   | 優勝   | 49秒71          |                         |
| 2006 | イベロアメリカ選手権 (en)                | ポンセ           | 4x400mR | 2位    | 3分07秒27 (2走) |                         |
| 2006 | 中央アメリカ・カリブ海競技大会 (en)      | カルタヘナ       | 400mH   | 5位    | 50秒56          |                         |
| 2007 | 北中米カリブ選手権 (en)                  | サンサルバドル   | 400mH   | 3位    | 49秒31          |                         |
| 2007 | 北中米カリブ選手権 (en)                  | サンサルバドル   | 4x400mR | 4位    | 3分06秒06 (2走) |                         |
| 2007 | パンアメリカン競技大会 (en)              | リオデジャネイロ | 400mH   | 6位    | 49秒46          |                         |
| 2007 | パンアメリカン競技大会 (en)              | リオデジャネイロ | 4x400mR | 7位    | 3分06秒22 (4走) |                         |
| 2007 | ユニバーシアード (en)                    | バンコク         | 400mH   | 3位    | 49秒35          |                         |
| 2007 | 世界選手権                               | 大阪             | 400mH   | 準決勝 | 49秒64          |                         |
| 2008 | 中央アメリカ・カリブ選手権 (en)          | カリ             | 4x400mR | 6位    | 3分07秒51 (2走) |                         |
| 2008 | オリンピック                             | 北京             | 400mH   | 準決勝 | 49秒85          |                         |
| 2009 | 中央アメリカ・カリブ選手権 (en)          | ハバナ           | 400mH   | 優勝   | 48秒51          | 大会記録                |
| 2009 | 中央アメリカ・カリブ選手権 (en)          | ハバナ           | 4x400mR | 5位    | 3分05秒13 (2走) |                         |
| 2009 | 世界選手権                               | ベルリン         | 400mH   | 2位    | 48秒09          | プエルトリコ記録        |
| 2010 | コンチネンタルカップ (en)                | スプリト         | 400mH   | 2位    | 48秒08          | アメリカ大陸代表        |
| 2010 | 中央アメリカ・カリブ海競技大会 (en)      | マヤグエス       | 400mH   | 2位    | 48秒58          |                         |
| 2010 | 中央アメリカ・カリブ海競技大会 (en)      | マヤグエス       | 4x400mR | 5位    | 3分04秒98 (2走) |                         |
| 2011 | 中央アメリカ・カリブ選手権 (en)          | マヤグエス       | 400mH   | 4位    | 50秒27          |                         |
| 2011 | 世界選手権                               | 大邱             | 400mH   | 2位    | 48秒44          |                         |
| 2012 | オリンピック                             | ロンドン         | 400mH   | 3位    | 48秒10          | 動画 - YouTube          |
| 2013 | 世界選手権                               | モスクワ         | 400mH   | 6位    | 48秒38          |                         |
| 2014 | 世界リレー (en)                          | ナッソー         | 4x400mR | 予選   | 3分05秒00 (2走) |                         |
| 2014 | コンチネンタルカップ (en)                | マラケシュ       | 400mH   | 3位    | 48秒88          | アメリカ大陸代表        |
| 2014 | コンチネンタルカップ (en)                | マラケシュ       | 4x400mR | 3位    | 3分02秒78 (1走) | アメリカ大陸代表        |
| 2015 | パンアメリカン競技大会 (en)              | トロント         | 400mH   | 2位    | 48秒67          |                         |
| 2015 | 北中米カリブ選手権 (en)                  | サンホセ         | 400mH   | 優勝   | 48秒70          | 大会記録                |
| 2015 | 世界選手権                               | 北京             | 400mH   | 準決勝 | 49秒36          |                         |
| 2016 | オリンピック                             | リオデジャネイロ | 400mH   | 決勝   | DQ              | フライング 準決勝48秒46 |
| 2017 | 世界選手権                               | ロンドン         | 400mH   | 予選   | 50秒33          |                         |

### ダイヤモンドリーグ
ダイヤモンドリーグの総合成績を記載。獲得ポイント欄の（　）内は出場したポイント対象レースの数を意味する。
| 年   | 種目  | 総合順位 | 獲得ポイント |
| ---- | ----- | -------- | ------------ |
| 2010 | 400mH | 2位      | 7 (4レース)  |
| 2011 | 400mH | 2位      | 15 (4レース) |
| 2012 | 400mH | 優勝     | 16 (4レース) |
| 2013 | 400mH | 優勝     | 15 (6レース) |
| 2014 | 400mH | 2位      | 17 (6レース) |
| 2016 | 400mH | 2位      | 37 (5レース) |

優勝したダイヤモンドリーグの大会を記載（個人種目のみ）。金色の背景はポイント対象レースを意味する。
| 年   | 大会                 | 場所           | 種目  | 記録   | 備考 |
| ---- | -------------------- | -------------- | ----- | ------ | ---- |
| 2011 | アディダスグランプリ | ニューヨーク   | 400mH | 48秒50 |      |
| 2011 | ロンドングランプリ   | ロンドン       | 400mH | 48秒33 |      |
| 2011 | メモリアルヴァンダム | ブリュッセル   | 400mH | 48秒32 |      |
| 2012 | ゴールデンガラ       | ローマ         | 400mH | 48秒14 |      |
| 2012 | ビスレットゲームズ   | オスロ         | 400mH | 47秒92 |      |
| 2012 | ミーティングアレヴァ | パリ           | 400mH | 47秒78 |      |
| 2012 | ロンドングランプリ   | ロンドン       | 400mH | 47秒78 |      |
| 2013 | 英国グランプリ       | バーミンガム   | 400mH | 48秒59 |      |
| 2013 | アスレティッシマ     | ローザンヌ     | 400mH | 48秒14 |      |
| 2014 | アディダスグランプリ | ニューヨーク   | 400mH | 48秒03 |      |
| 2014 | アスレティッシマ     | ローザンヌ     | 400mH | 48秒32 |      |
| 2014 | グラスゴーグランプリ | グラスゴー     | 400mH | 48秒35 |      |
| 2015 | アディダスグランプリ | ニューヨーク   | 400mH | 48秒48 |      |
| 2016 | DNガラン             | ストックホルム | 400mH | 49秒43 |      |